# Кохан, Михаил Сергеевич
Михаил Сергеевич Кохан (укр. Михайло Сергійович Кохан; род. 22 января 2001, Запорожье) — украинский легкоатлет, специалист по метанию молота. Бронзовый призёр летних Олимпийских игр 2024 года, бронзовый призёр чемпионата Европы 2024 года, чемпион юношеских Олимпийских игр в Буэнос-Айресе, чемпион мира среди юношей, чемпион Европы среди юношей, юниоров и молодёжи, победитель и призёр первенств национального значения.

## Биография
Михаил Кохан родился 22 января 2001 года. На соревнованиях представлял Днепропетровскую область.
Впервые заявил о себе на международном уровне в сезоне 2017 года, когда вошёл в состав украинской национальной сборной и выступил на юношеском мировом первенстве в Найроби — с результатом 82,31 превзошёл здесь всех соперников в метании молота и завоевал золотую медаль. Также в этом сезоне одержал победу на Европейском юношеском летнем олимпийском фестивале в Дьёре (78,28).

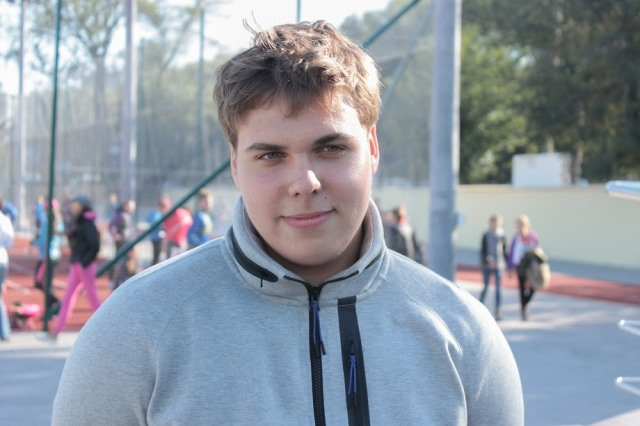
Михаил Кохан в 2017 году

В 2018 году с мировым рекордом 87,82 победил на юношеском европейском первенстве в Дьёре, стал серебряным призёром на юниорском мировом первенстве в Тампере (79,68), был лучшим на летних юношеских Олимпийских играх в Буэнос-Айресе (85,97 + 85,14).
В 2019 году победил в молодёжной категории на Кубке Европы по метаниям в Шаморине (76,68), с рекордом Европы 84,73 занял первое место на юниорском европейском первенстве в Буросе, впервые выиграл взрослый чемпионат Украины в метании молота (73,94). Принимал участие в чемпионате мира в Дохе, где в финале метнул молот на 77,39 метра и стал пятым.
В 2020 году победил на чемпионате Украины в Луцке (75,39) и на чемпионате Балкан в Клуж-Напоке (75,43).
В 2021 году в третий раз подряд стал чемпионом Украины (78,61), одержал победу на молодёжном европейском первенстве в Таллине (77,88), тогда как на Гран-при Венгрии в Секешфехерваре установил свой личный рекорд — 80,78 метра. Выполнив олимпийский квалификационный норматив (77,50), удостоился права защищать честь страны на летних Олимпийских играх в Токио — в финале метания молота показал результат 80,39 метра, расположившись в итоговом протоколе соревнований на четвёртой строке. При этом, находясь в возрасте 20 лет, побил несколько исторических рекордов: стал самым молодым участником финала Олимпиады в метании молота; самым молодым легкоатлетом в истории Олимпиад, который метнул молот дальше, чем за 80 метров; самым молодым метателем молота, занявшим четвёртое место на Олимпийских играх.
В июне 2024 года, в Риме, на чемпионате Европы, Михаил с результатом 80,18 метра стал обладателем бронзовой медали.
4 августа 2024 года стал бронзовым призёром Олимпийских игр в Париже.
Выиграл золотую медаль на командном чемпионате Европы 2025, установив личный рекорд в метании молота с результатом 81,66 метра.

## Награды
- Орден «За заслуги» III степени (2024)[7]
- Медаль «За труд и доблесть» (2023)[8]